# Funo
Funo è una frazione del comune italiano di Argelato, nella città metropolitana di Bologna in Emilia-Romagna. Comprende le località di Funo e Casette di Funo. Una parte della frazione è compresa amministrativamente nel comune di Bentivoglio.

## Monumenti e luoghi d'interesse

### Architetture religiose
- Chiesa dei Santi Nicolò e Petronio

### Architetture civili
- Palazzo Orsi
- Villa Zambonelli
- Museo Ferruccio Lamborghini

## Economia
Sono presenti importanti stabilimenti industriali, come quello della Coswell, e una delle più grandi cittadelle di vendita all'ingrosso d'Europa, il CenterGross – centro per il commercio all'ingrosso di Bologna, superata in Italia solo dal CIS di Nola.

## Sport
Nella frazione è presente una società calcistica fondata nel 1979.
Giulia Merli e Daniele Ragazzi della Polisportiva Funo si sono classificati 1º Campionato Mondiale di Pattinaggio Artistico di Friburgo nel 2009, 2° ai Campionati Europei del 2007 e 3° ai Campionati Europei del 2005.